# Alfabet abchaski
Alfabet abchaski – alfabet służący do zapisu języka abchaskiego. W trakcie swojego istnienia zmieniał kilkukrotnie swoją postać graficzną. Współczesny alfabet abchaski jest oparty na cyrylicy. W historii alfabetu abchaskiego wyróżnia się cztery etapy:
- lata 1862–1926 – alfabet oparty na cyrylicy
- lata 1926–1938 – alfabet oparty na łacince
- lata 1938–1954 – alfabet oparty na piśmie gruzińskim
- od 1954 r. – alfabet oparty na cyrylicy

## Początki
Do połowy XIX w. język abchaski nie występował w postaci pisanej. Mieszkańcy Abchazji wykorzystywali w charakterze języka literackiego języki: grecki (do IX w.), gruziński (IX–XIX w.) i osmański (XVIII w.). Jednocześnie niektórzy badacze próbowali rozszyfrować na podstawie języka abchaskiego starożytne inskrypcje znalezione na zachodnim Kaukazie (na przykład tablicę Maikopa).
Pierwszy tekst w języku abchaskim został stworzony w latach 40. XVII w., kiedy turecki podróżnik Evliya Çelebi zapisał arabskim pismem 40 abchaskich słów i fraz. Później, na przełomie XVIII i XIX w., abchaskie słowa i frazy umieszczone zostały w pismach I. A. Güldenstedta, G. Rosena, P. S. Pallasa i J. Klaprotha.

## Cyrylica Uslara

Alfabet abchaski w wersji M. R. Zawadskiego (1887)

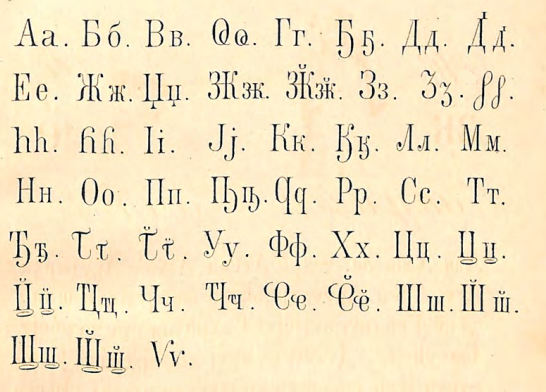
Alfabet abchaski w wersji Maczawarianiego i Gulii (1892)

W 1862 r. rosyjski uczony Piotr Uslar wydał pierwszą gramatykę języka abchaskiego – monografię „Abchazskij język” (Абхазский язык, pol. Język abchaski). W książce tej opublikowany został pierwszy alfabet abchaski.
Alfabet abchaski stworzony przez Uslara opierał się na cyrylicy. Przy tworzeniu alfabetu Uslar wykorzystał wzorce przyjęte przez Andreasa Johana Sjögrena i wykorzystane przez niego w latach 40. XIX wieku przy tworzeniu alfabetu osetyjskiego na bazie cyrylicy. Pierwszy abchaski alfabet składał się z 55 znaków (w publikacji wszystkie są podane tylko w formie odręcznej). Znaczna część liter została zapożyczona z alfabetu rosyjskiego: а, б, в, г, д, е, ж, з, і, к, л, м, н, о, п, р, с, т, у, ф, х, ц, ч, ш, ѵ. Niektóre litery były zmodyfikowanymi literami alfabetu rosyjskiego: Ӡ, ҩ, ҽ, ꚏ, ꚅ, ꚗ. Z alfabetu greckiego Uslar przejął litery ꚃ i ꚍ, z gruzińskiego: წ, ჭ i inne, z łacińskiego: һ, ꚕ, ј, ԛ. Ponadto w alfabecie umieszczono różne znaki diakrytyczne: brewis (˘) nad literami ꚅ, τ, ꚏ, ҽ, ш, ꚗ, cedylla (¸) pod literami г, к, п, с, т i akcent ostry (´) nad literą х.
W 1865 r. pod kierunkiem generała Bartołomieja wydano pierwszy słownik języka abchaskiego, w którym wykorzystano alfabet Uslara z niewielkimi zmianami. Również w nieco zmodyfikowanej formie alfabet ten został użyty w słowniku w 1892 r., opracowanym przez K. D. Maczawariani i Dmitrija Jozifowicza Gulię.

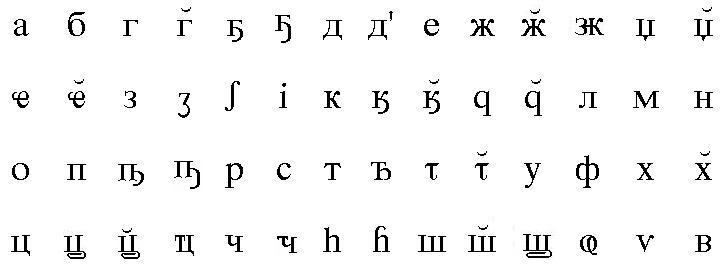
Alfabet ze słownika A. Czoczui (1925)

W 1887 r. Michaił Zawadski wydał przedruk gramatyki Uslara. Odręcznie napisany alfabet z pierwszego wydania został zastąpiony wersją drukowaną, jednocześnie wprowadzone zostały niewielkie zmiany w wyglądzie alfabetu. Cedyllę zastąpiono przecinkiem, a gruzińskie litery literami cyrylicy. Piśmiennictwo abchaskie zaczęło się rozwijać na podstawie tego wariantu alfabetu.
Pod koniec XIX zmodyfikowany wariant alfabetu Uslara-Zawadskiego został przyjęty przez Komitet tłumaczeń abchaskich, który zajmował się przekładem Biblii na język abchaski. Przy wykorzystaniu tego alfabetu była publikowana głównie literatura religijna, ale w niewielkim nakładzie także edukacyjna i artystyczna. Z niewielkimi zmianami alfabet ten wykorzystano w serii słowników, stworzonych przez Andrieja Maksimowicza Czoczuę (pierwszy słownik został wydany w 1909 r. i był przedrukowywany z niewielkimi zmianami do 1925 roku). Ten alfabet obowiązywał do 1926 r.
Alfabet komitetu tłumaczeń przedstawiał się następująco:
| А а | Б б | В в | Г г | Г̆ г̆ | Ҕ ҕ | Ҕ̆ ҕ̆ | Д д | Ꚁ ꚁ | Е е | Ж ж | Ӂ ӂ |
| Ꚅ ꚅ | Ꚅ̆ ꚅ̆ | Џ џ | Џ̆ џ̆ | Ҽ ҽ | Ҽ̆ ҽ̆ | З з | Ӡ ӡ | Ꚃ ꚃ | І і | К к | К̆ к̆ |
| Ӄ ӄ | Ӄ̆ ӄ̆ | Ԛ ԛ | Ԛ̆ ԛ̆ | Л л | М м | Н н | О о | П п | Ҧ ҧ | Р р | С с |
| Т т | Ꚋ ꚋ | Ꚍ ꚍ | Ꚍ̆ ꚍ̆ | У у | Ф ф | Х х | Х̆ х̆ | Ц ц | Ꚏ ꚏ | Ꚏ̆ ꚏ̆ | Ҵ ҵ |
| Ч ч | Ꚓ ꚓ | Һ һ | Ꚕ ꚕ | Ш ш | Ш̆ ш̆ | Ꚗ ꚗ | Ꚗ̆ ꚗ̆ | Ҩ ҩ | Ѵ ѵ |     |     |

## Alfabet łaciński

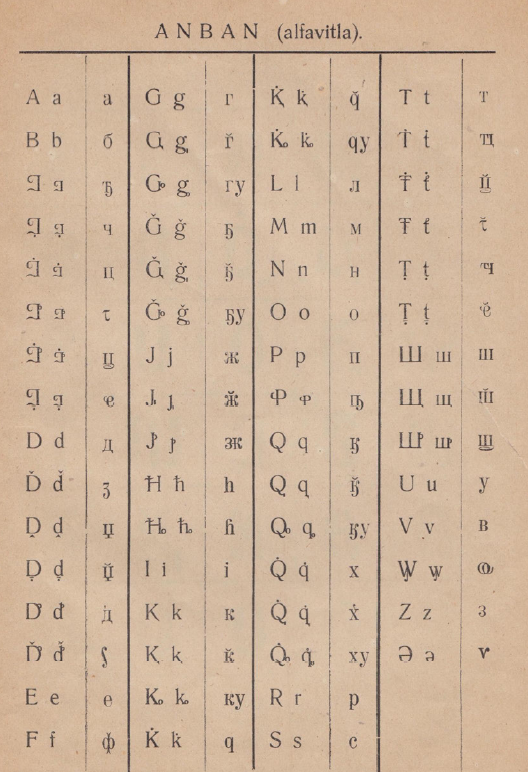
Abchaski alfabet łaciński N. J. Marra (1926–1928)

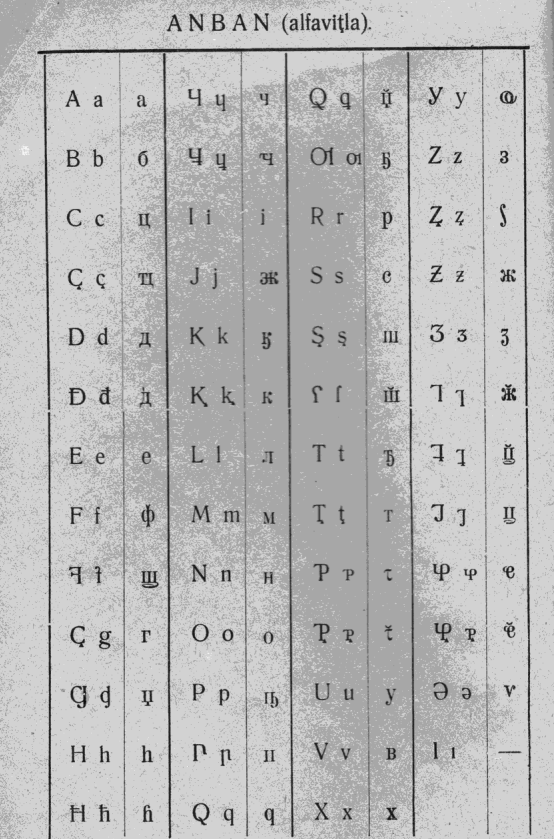
Abchaski alfabet łaciński ze słownika z 1930 r.

Pierwszą próbę stworzenia alfabetu abchaskiego na bazie alfabetu łacińskiego podjęto w 1919 r., kiedy to w Stambule wydany został słownik autorstwa Mustafy Butby. Alfabet wykorzystany w tym słowniku wyglądał następująco: a, e, ı, i, o, u, ᴇ, b, p, t, c, ç, h, x, x̂, d, z, r, j, ӡ, s, ŝ, g, ĝ, f, k, q, q̂, l, m, n, v, y. Jednak ten alfabet nie znalazł praktycznego zastosowania.
W 1926 r. w Abchaskiej SRR w ramach wszechzwiązkowego procesu latynizacji przyjęto nowy alfabet oparty na łacińskim, tak zwany abchaski alfabet analityczny, stworzony przez Nikołaja Marra i wykorzystywany przez niego w pracach naukowych. Rozpoczęto wydawanie książek zapisanych tym alfabetem, jednak jego złożoność (64 znaki + 9 znaków dialektu bzybskiego, skomplikowane znaki diakrytyczne, złożoność graficzna) sprawiła, że ostatecznie alfabet w tej wersji został wycofany z użytku.
W 1928 r. Samson Czanba, M. Chaszba i Nikołaj Jakowlew opracowali nowy alfabet abchaski na podstawie alfabetu łacińskiego. Ten alfabet okazał się wygodniejszy w użyciu od alfabetu analitycznego Marra, toteż wkrótce został przyjęty jako oficjalny. W tym alfabecie oddzielne znaki dla dźwięków palatalizowanych zostały usunięte i zastąpione znakiem ı. Do oznaczenia labializacji użyto znaku u. To pozwoliło na zmniejszenie alfabetu do 51 znaków. Jednak Jakowlew zauważył, że możliwe jest dalsze zmniejszenie liczby znaków w alfabecie (do 40). W 1933 r. alfabet uproszczono poprzez usunięcie dużych liter. Tak zmodyfikowany alfabet funkcjonował do 1938 r.
W latach 90. XX wieku przedstawiono kilka projektów konwersji abchaskiej cyrylicy na łacinkę, jednak żaden z nich nie został zrealizowany.
| Projekt alfabetu łacińskiego G. Kandżarii (1994 r.) | Projekt alfabetu łacińskiego G. Kandżarii (1994 r.) | Projekt alfabetu łacińskiego G. Kandżarii (1994 r.) | Projekt alfabetu łacińskiego G. Kandżarii (1994 r.) | Projekt alfabetu łacińskiego G. Kandżarii (1994 r.) | Projekt alfabetu łacińskiego G. Kandżarii (1994 r.) | Projekt alfabetu łacińskiego G. Kandżarii (1994 r.) | Projekt alfabetu łacińskiego G. Kandżarii (1994 r.) | Projekt alfabetu łacińskiego G. Kandżarii (1994 r.) | Projekt alfabetu łacińskiego G. Kandżarii (1994 r.) | Projekt alfabetu łacińskiego G. Kandżarii (1994 r.) | Projekt alfabetu łacińskiego G. Kandżarii (1994 r.) | Projekt alfabetu łacińskiego G. Kandżarii (1994 r.) | Projekt alfabetu łacińskiego G. Kandżarii (1994 r.) | Projekt alfabetu łacińskiego G. Kandżarii (1994 r.) | Projekt alfabetu łacińskiego G. Kandżarii (1994 r.) |
| Łac.                                                | Cyr.                                                | Łac.                                                | Cyr.                                                | Łac.                                                | Cyr.                                                | Łac.                                                | Cyr.                                                | Łac.                                                | Cyr.                                                | Łac.                                                | Cyr.                                                | Łac.                                                | Cyr.                                                | Łac.                                                | Cyr.                                                |
| --------------------------------------------------- | --------------------------------------------------- | --------------------------------------------------- | --------------------------------------------------- | --------------------------------------------------- | --------------------------------------------------- | --------------------------------------------------- | --------------------------------------------------- | --------------------------------------------------- | --------------------------------------------------- | --------------------------------------------------- | --------------------------------------------------- | --------------------------------------------------- | --------------------------------------------------- | --------------------------------------------------- | --------------------------------------------------- |
| A                                                   | А                                                   | D                                                   | Д                                                   | G                                                   | Г                                                   | I                                                   | И                                                   | L                                                   | Л                                                   | Qw                                                  | Ҟу                                                  | Tv                                                  | Тә                                                  | Xi                                                  | Хь                                                  |
| B                                                   | Б                                                   | Db                                                  | Дә                                                  | Gi                                                  | Гь                                                  | J                                                   | Жь                                                  | M                                                   | М                                                   | R                                                   | Р                                                   | Tp                                                  | Ҭә                                                  | Xw                                                  | Ху                                                  |
| C                                                   | Ц                                                   | Ds                                                  | Џ                                                   | Gw                                                  | Гу                                                  | K                                                   | К                                                   | N                                                   | Н                                                   | S                                                   | С                                                   | Tc                                                  | Ҿ                                                   | Y                                                   | Ҩ                                                   |
| Cf                                                  | Ҵә                                                  | Dj                                                  | Џь                                                  | Gh                                                  | Ӷ                                                   | Ki                                                  | Кь                                                  | O                                                   | О                                                   | Sh                                                  | Ш                                                   | Ts                                                  | Ҽ                                                   | Z                                                   | З                                                   |
| Cs                                                  | Ҵ                                                   | Dz                                                  | Ӡ                                                   | Gj                                                  | Ӷь                                                  | Kv                                                  | Ку                                                  | P                                                   | Ԥ                                                   | Sj                                                  | Шь                                                  | U                                                   | Ы                                                   | Jz                                                  | Ж                                                   |
| Cv                                                  | Цә                                                  | Dv                                                  | Ӡә                                                  | Gv                                                  | Ӷу                                                  | Kh                                                  | Қ                                                   | Ph                                                  | П                                                   | Sf                                                  | Шә                                                  | V                                                   | В                                                   | Zv                                                  | Жә                                                  |
| Ch                                                  | Ч                                                   | E                                                   | Е                                                   | H                                                   | Ҳ                                                   | Kj                                                  | Қь                                                  | Q                                                   | Ҟ                                                   | T                                                   | Ҭ                                                   | W                                                   | (уы)                                                |                                                     |                                                     |
| Cj                                                  | Ҷ                                                   | F                                                   | Ф                                                   | Hv                                                  | Ҳә                                                  | Kw                                                  | Қу                                                  | Qi                                                  | Ҟь                                                  | Th                                                  | Т                                                   | X                                                   | Х                                                   |                                                     |                                                     |

## Alfabet na bazie gruzińskiego

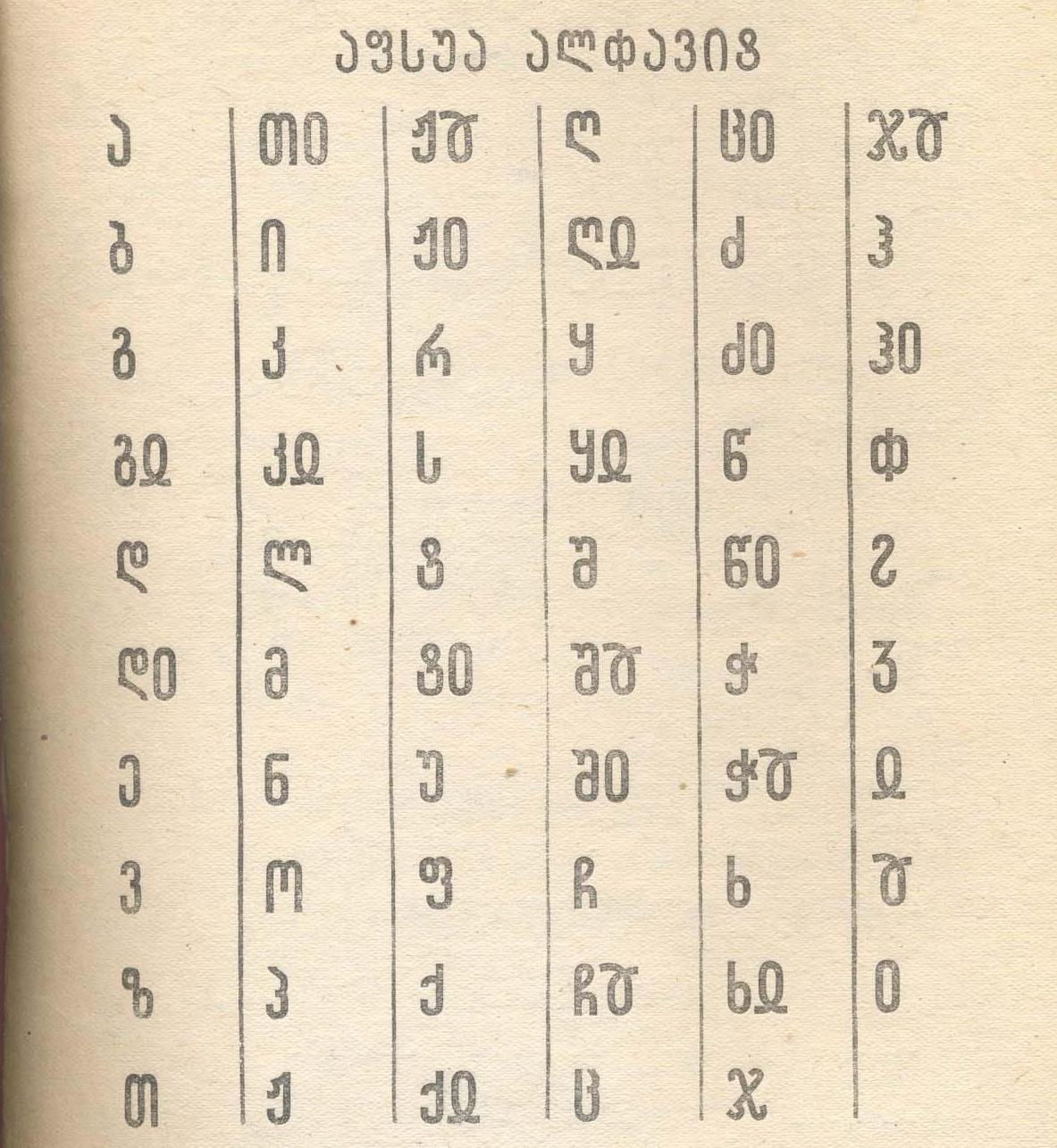
Alfabet abchaski na bazie gruzińskiego

W 1937 r. na abchaskiej konferencji regionalnej w Gruzji podjęto decyzję w sprawie zastąpienia alfabetu abchaskiego opartego na cyrylicy przez alfabet gruziński. W grudniu tego samego roku na spotkaniu w Abchazskim instytucie badawczym dokonano przeglądu przedłożonych projektów alfabetu. Rozpatrywano dwie propozycje: projekt D. I. Gulii, Simona Dżanaszii i A. G. Szanidzego oraz projekt M. L. Chaszby i A. M. Czoczui. Ostatecznie wprowadzono do użytku alfabet Gulii, Dżanaszii i Szanidzego.
W skład nowego abchaskiego alfabetu weszły wszystkie 33 litery alfabetu gruzińskiego (ა, ბ, გ, დ, ე, ვ, ზ, თ, ი, კ, ლ, მ, ნ, ო, პ, ჟ, რ, ს, ტ, უ, ფ, ქ, ღ, ყ, შ, ჩ, ც, ძ, წ, ჭ, ხ, ჯ, ჰ) oraz dodatkowe litery ჶ, ჷ, ჳ. Oprócz także wykorzystywano także znaki ჲ, ჾ, ჿ, umieszczane za literą, aby wskazać odpowiednio spółgłoski palatalizowane i labializowane.

## Współczesny alfabet
W 1954 r. alfabet oparty na gruzińskim zastąpiono alfabetem opartym na cyrylicy. W swej istocie opierał się na alfabecie Uslara-Zawadskiego, chociaż uległ znacznym zmianom. W skład alfabetów włączono 38 liter i 18 dwuznaków.
Labializowane spółgłoski oznaczane są dwuznakami ze znakiem szwa: ә.
Palatalizowane spółgłoski oznaczane są dwuznakami ze znakiem miękkim (ь) i zajmują oddzielne miejsca w alfabecie.
Współczesny alfabet abchaski:
| А а [a:]        | Б б [b]     | В в [v]         | Г г [ɡ]       | Гь гь [ɡʲ]    | Гә гә [ɡʷ]  | Ӷ ӷ [ʁ/ɣ]  | Ӷь ӷь [ʁʲ/ɣʲ] |
| Ӷә ӷә [ʁʷ/ɣʷ]   | Д д [d]     | Дә дә [dʷ]      | Е е [ɛ]       | Ж ж [ʐ]       | Жь жь [ʒ]   | Жә жә [ʒʷ] | З з [z]       |
| Ӡ ӡ [d͡z]        | Ӡә ӡә [d͡ʑʷ] | И и [j/jɨ/ɨj/i] | К к [kʼ]      | Кь кь [kʼʲ]   | Кә кә [kʼʷ] | Қ қ [kʰ]   | Қь қь [kʲʰ]   |
| Қә қә [kʷʰ]     | Ҟ ҟ [qʼ]    | Ҟь ҟь [qʼʲ]     | Ҟә ҟә [qʼʷ]   | Л л [l]       | М м [m]     | Н н [n]    | О о [ɔ]       |
| П п [pʼ]        | Ԥ ԥ [pʰ]    | Р р [r]         | С с [s]       | Т т [tʼ]      | Тә тә [tʼʷ] | Ҭ ҭ [tʰ]   | Ҭә ҭә [tʷʰ]   |
| У у [w/wɨ/ɨw/u] | Ф ф [f]     | Х х [x/χ]       | Хь хь [xʲ/χʲ] | Хә хә [xʷ/χʷ] | Ҳ ҳ [ħ]     | Ҳә ҳә [ħʷ] | Ц ц [t͡s]      |
| Цә цә [t͡ɕʷʰ]    | Ҵ ҵ [t͡sʼ]   | Ҵә ҵә [t͡ɕʼʷ]    | Ч ч [t͡ʃʰ]     | Ҷ ҷ [t͡ʃʼ]     | Ҽ ҽ [t͡ʂʰ]   | Ҿ ҿ [t͡ʂʼ]  | Ш ш [ʂʃ]      |
| Шь шь [ʃ]       | Шә шә [ʃʷ]  | Ы ы [ɨ]         | Ҩ ҩ [ɥ/ɥˤ]    | Џ џ [d͡ʐ]      | Џь џь [d͡ʒ]  | ь [ʲ]      | ә [ʷ]         |

## Porównanie systemów zapisu języka abchaskiego
W poniższej tabeli przedstawiono:
1. Współczesny cyrylicki alfabet abchaski
2. Transkrypcja MAF[8]
3. Transliteracja zgodna ze standardem ISO 9:1995 i GOST 7.79–2000.
4. Alfabet P. K. Uslara w wariancie M. R. Zawadskiego (1887)
5. Alfabet komitetu tłumaczeń
6. Abchaski alfabet analityczny N. J. Marra (1926–1928)
7. Abchaski alfabet łaciński (1928–1938) (niektóre symbole niewystępujące w Unikodzie zastąpiono grafikami)
8. Abchaski alfabet gruziński (1938–1954)

Szarym kolorem oznaczono komórki zawierające znaki niewchodzące oficjalnie w skład alfabetu.
| 1     | 2 (MAF)   | 3 (ISO) | 4 (Uslar) | 5 (KT) | 6 (Marr) | 7 łac. | 8 mchedruli |
| А а   | a         | a       | а         | а      | a        | a      | ა           |
| Б б   | b         | b       | б         | б      | b        | b      | ბ           |
| В в   | v         | v       | в         | в      | v        | v      | ვ           |
| Г г   | g         | g       | г         | г      | g        | g      | გ           |
| Гь гь | gʲ        | g’      | гj        | г̆      | gˌ       | gı     | გჲ          |
| Гә гә | gʷ        | gã      | гу        | гу     | g˚       | gu     | გუ          |
| Ӷ ӷ   | ɣ ~ ʁ     | ğ       | г̓         | ҕ      | ǧ        | ƣ      | ღ           |
| Ӷь ӷь | ɣʲ ~ ʁʲ   | ğ'      | г̓j        | ҕ̆      | ǧˌ       | ƣı     | ღჲ          |
| Ӷә ӷә | ɣʲʷ ~ ʁʲʷ | ğ'ã     | г̓у        | ҕу     | ǧ˚       | ƣu     | ღუ          |
| Д д   | d         | d       | д         | д      | d        | d      | დ           |
| Дә дә | dʷ        | dã      | д̓         | ꚁ      | d˚       | đ      | დჿ          |
| Е е   | ɛ         | e       | е         | е      | e        | e      | ე           |
| Ж ж   | ʐ         | ž       | ж         | ж      | ȷ        | ƶ      | ჟჾ          |
| Жь жь | ʒ         | ž'      | жj        | ӂ      | ȷˌ       |        | ჟ           |
| Жә жә | ʒʷ        | žã      | ꚅ         | ꚅ      | ȷ˚       | j      | ჟჿ          |
|       |           |         | ꚅ̓         | ꚅ̆      | ȷˌ˚      |        |             |
| Џ џ   | ɖʐ        | d̂       |           | џ      | ḓ        |        | ჯჾ          |
| Џь џь | ʤ         | d̂'      | џ         | џ̆      | ḏ̣        | ꝗ      | ჯ           |
| Ҽ ҽ   | ʈʂ        | č       | ꚇ         | ҽ      | ϑ̱̣        |        | ჩჾ          |
| Ҿ ҿ   | ʈʂ’       | č̦       | ꚇ̆         | ҽ̆      | ṯ̣        |        | ჭჾ          |
| З з   | z         | z       | з         | з      | z        | z      | ზ           |
|       |           |         |           |        | ⱬ        |        |             |
| Ӡ ӡ   | ʣ         | źã      | ꚉ         | ӡ      | ď        | ᴣ      | ძ           |
|       |           |         |           |        | ďˌ       |        |             |
| Ӡә ӡә | ʥʷ        | źã'     | ꚃ         | ꚃ      | ď˚       | ⱬ      | ძჿ          |
| И и   | i:, j, jə | i       | i         | i      | i        | i      | ი           |
|       |           |         | j         |        | y        |        |             |
| К к   | k’        | k       | к         | к      | k        | ⱪ      | კ           |
| Кь кь | kʲ’       | k’      | кj        | к̆      | kˌ       | ⱪı     | კჲ          |
| Кә кә | kʲ’ʷ      | k'ã     | ку        | ку     | k˚       | ⱪu     | კუ          |
| Қ қ   | kʰ        | ķ       | к̓         | ӄ      | q        | k      | ქ           |
| Қь қь | kʲʰ       | ķ'      | к̓j        | ӄ̆      | qˌ       | kı     | ქჲ          |
| Қә қә | kʲʰʷ      | ķ'ã     | к̓у        | ӄу     | q˚       | ku     | ქუ          |
| Ҟ ҟ   | q’        | k̄       | q         | q      | k̇        | q      | ყ           |
| Ҟь ҟь | qʲ’       | k̄'      | qj        | q̆      | k̇ˌ       | qı     | ყჲ          |
| Ҟә ҟә | qʲ’ʷ      | k̄'ã     | qу        | qу     | k̇˚       | qu     | ყუ          |
| Л л   | l         | l       | л         | л      | l        | l      | ლ           |
| М м   | m         | m       | м         | м      | m        | m      | მ           |
| Н н   | n         | n       | н         | н      | n        | n      | ნ           |
| О о   | o         | o       | о         | о      | o        | o      | ო           |
| Ҩ ҩ   | ɥ (< ʕʷ)  | ò       | ҩ         | ҩ      | w̧        | y      | ჳ           |
| П п   | p’        | p       | п         | п      | p        |        | პ           |
| Ԥ ԥ   | pʰ        | ṕ       | п̓         | ҧ      | φ        | p      | ფ           |
| Р р   | r         | r       | р         | р      | r        | r      | რ           |
| С с   | s         | s       | с         | с      | s        | s      | ს           |
|       |           |         | ҫ         |        | sˌ       |        |             |
| Т т   | t’        | t       | т         | т      | t        |        | ტ           |
| Тә тә | tʷ’       | tã      | ꚍ̆         | ꚍ̆      | t˚       |        | ტჿ          |
| Ҭ ҭ   | tʰ        | ţ       | т̓         | ꚋ      | ϑ        | t      | თ           |
| Ҭә ҭә | tʷ        | ţã      | ꚍ         | ꚍ      | ϑ˚       |        | თჿ          |
| У у   | w, wə, u: | u       | у         | у      | w        | u      | უ           |
| Ф ф   | f         | f       | ф         | ф      | f        | f      | ჶ           |
| Х х   | x ~ χ     | h       | х         | х      | q̇        | x      | ხ           |
| Хь хь | xʲ ~ χʲ   | h’      | хj        | х̆      | q̇ˌ       | xı     | ხჲ          |
| Хә хә | xʲʷ ~ χʲʷ | h'ã     | ху        | ху     | q̇˚       | xu     | ხუ          |
|       |           |         | х̍         |        | q̱̇        |        |             |
|       |           |         | х̍у        |        | q̱̇˚       |        |             |
| Ҳ ҳ   | ħ         | h̦       | h         | h      | ħ        | h      | ჰ           |
| Ҳә ҳә | ħʷ        | h̦ã      | ꚕ         | ꚕ      | ħ˚       | ħ      | ჰჿ          |
| Ц ц   | ʦʰ        | c       | ц         | ц      | ϑ̇        | c      | ც           |
|       |           |         | ц̍         |        | ϑ̇ˌ       |        |             |
| Цә цә | ʨʷʰ       | cã      | ꚏ         | ꚏ      | ϑ̇˚       |        | ცჿ          |
| Ҵ ҵ   | ts’       | c̄ã      | ц̓         | ҵ      | ṫ        |        | წ           |
| Ҵә ҵә | ʨʷ’       | c̄       | ꚏ̆         | ꚏ̆      | ṫ˚       |        | წჿ          |
|       |           |         | т̨         |        | ṫˌ       |        |             |
| Ч ч   | ʧʰ        | č       | ч         | ч      | ϑ̣        | ɥ      | ჩ           |
| Ҷ ҷ   | ʧ’        | c̦       | ч̓         | ꚓ      | ṭ        |        | ჭ           |
| Ш ш   | ʂ         | š       | ш         | ш      | ш        |        | შჾ          |
| Шь шь | ʃ         | š'      | ш̆         | ш̆      | щ        | ſ      | შ           |
| Шә шә | ʃʷ        | šã      | щ         | ꚗ      | ш˚       |        | შჿ          |
|       |           |         | щ̆         | ꚗ̆      | щ˚       |        |             |
| Ы ы   | ɨ         | y       | ѵ         | ѵ      | ə        | ə      | ჷ           |

## Przykład tekstu
Przykład tekstu w języku abchaskim (fragment Powszechnej deklaracji praw człowieka):

Ахәҭаҷ 1 Дарбанзаалак ауаҩы дшоуп ихы дақәиҭны. Ауаа зегь зинлеи патулеи еиҟароуп. Урҭ ирымоуп ахшыҩи аламыси, дара дарагь аешьеи аешьеи реиԥш еизыҟазароуп.

Ахәҭаҷ 2 Дарбанзаалак ауаҩы абри Адекларациа ирыланаҳәо азинқәеи ахақәиҭрақәеи зегь имазароуп, милаҭлеи, хаҵалеи ԥҳәыслеи, бызшәалеи, хылҵшьҭралеи, динлеи, маллеи, маҵуралеи, нхарҭа ҭыԥлеи дунеихәаԥшышьалеи, цәаԥшшәахәылеи дызҵазкуазаалак.
Иара убас дахьықәнхо атәыла аполитикатә, азинтә, ма Адунеижәларбжьаратәи астатус зеиԥшразаалак, уи атәыла хьыԥшымзаргь, ма ахатә напхгара амамкуа азәыр инапаҵаҟа иҟазагь, мамзаргьы даҽакала ахақәиҭра наза амамзаргьы.